# Řád za zásluhy o vzdělání a kulturu Gabriely Mistral
Řád za zásluhy o vzdělání a kulturu Gabriely Mistral (španělsky Orden al Mérito Docente y Cultural "Gabriela Mistral") je státní vyznamenání Chile založené roku 1977.

## Historie a pravidla udílení
Řád byl založen dne 31. srpna 1977. Udílen je občanům Chile i cizím státním příslušníkům za vynikající zásluhy o vzdělávání, kulturu a výuku. Pojmenován byl po chilské básnířce Gabriele Mistralové (1889–1957), která byla nositelkou Nobelovy ceny za literaturu.

## Třídy
Řád je udílen ve třech třídách:
- velkodůstojník – Tato třída je udílena zahraničním i chilským osobnostem za vynikající služby pro vzdělávání či kulturu a jejichž umělecké dílo či pedagogická činnost je uznávána širokou veřejností.[3]
- komtur – Tato třída je udílena zahraničním i chilským osobnostem, které přispěly k rozvoji vzdělávání, kultury či ke zlepšení fungování výuky.[3]
- rytíř – Tato třída je udílena zahraničním učitelům, intelektuálům a umělcům za jejich vzdělávací či kulturní práci ve prospěch státu, stejně jako občanům Chile za významné služby školství a kultuře či učitelům jako uznání jejich dlouholeté pedagogické práce.[3]

## Insignie
Řádový odznak má tvar šedě smaltované pěticípé hvězdy. Uprostřed je kulatý medailon se zlatým reliéfem Gabriely Mistralové. Její podobizna je obklopena zlatým vavřínovým věncem.
Stuha je šedá se třemi stejně širokými proužky uprostřed v barvě modré, bílé a červené.